# Lancer (Fernsehserie)
Lancer ist eine US-amerikanische Westernserie, die zwischen 1968 und 1970 produziert wurde.

## Handlung
Im Mittelpunkt der Handlung steht die Ranch des Viehzüchters Murdoch Lancer im Kalifornien des 19. Jahrhunderts. Familienvater und Witwer Lancer steht vor der schwierigen Aufgabe, seine Herden gegen Naturgewalten, Banditen und Viehdiebe zu verteidigen, was ihm im Alter nicht mehr leicht fällt. Zur Seite stehen ihm seine beiden erwachsenen Söhne Johnny und Scott aus zwei Ehen sowie die Adoptivtochter Teresa O’Brien. Johnny ist ein Heißsporn, der lieber erst schießt und danach Fragen stellt, im völligen Gegensatz zu seinem Halbbruder Scott, der das College in Boston besuchte. Zwischen beiden kommt es aufgrund ihres grundverschiedenen Charakters immer wieder zu Spannungen. In der zweiten Staffel unterstützt der Cowboy Jelly Hoskins die Lancers.

## Hintergrund
Die deutsche Erstausstrahlung fand ab dem 14. Februar 1971 Sonntagnachmittags im Deutschen Fernsehen statt. Bis Juli 1972 wurden 26 Episoden gesendet. Die restlichen Folgen wurden erst ab Mai 2000 in Premiere Sunset gezeigt.
Als Gaststars traten unter anderem Joe Don Baker, Ellen Corby, Jack Elam, Sam Elliott, Bruce Dern, Warren Oates und Stefanie Powers auf.
Der Film Once Upon a Time in Hollywood von Quentin Tarantino aus dem Jahr 2019 zeigt fiktive Dreharbeiten am Set von Lancer. Der Protagonist des Films, Rick Dalton (gespielt von Leonardo DiCaprio), spielt einen Bösewicht in einer Lancer-Episode, die hier im Jahr 1969 produziert wird. Timothy Olyphant verkörpert den Johnny-Madrid-Darsteller James Stacy; der zum Zeitpunkt der Premiere bereits verstorbene Darsteller Luke Perry spielt Wayne Maunder als Scott Lancer.

## Besetzung und Synchronisation
Die Erstsynchronisation wurde von der ARD in Auftrag gegeben. Die Zweitsynchronisation erstellte Arena Synchron in Berlin unter Dialogregie und Dialogbüchern von Bernd Eichner.
| Schauspieler   | Rolle                | Synchronsprecher | Synchronsprecher    |
| Schauspieler   | Rolle                | ARD (1971/72)    | 2. Synchro          |
| -------------- | -------------------- | ---------------- | ------------------- |
| Andrew Duggan  | Murdoch Lancer       | Heinz Engelmann  | Eberhard Mellies    |
| James Stacy    | Johnny Madrid Lancer | Jürgen Clausen   | Charles Rettinghaus |
| Wayne Maunder  | Scott Lancer         | Manfred Seipold  | Bernd Eichner       |
| Elizabeth Baur | Teresa O’Brien       | Marion Hartmann  | Maja Dürr           |
| Paul Brinegar  | Jelly Hoskins        | Horst Sachtleben | Karl-Maria Steffens |